# قایش قورشاق
قایش قورشاق روستایی است که در دامنه کوه حیدربابا و در بخش قره چمن شهرستان بستان آباد استان آذربایجان شرقی واقع گردیده این روستا همان روستای مادری محمدحسین شهریار یا همان محمد حسین بهجت تبریزی می‌باشد که این شاعر ایرانی، دوران کودکی خویش را در آن گذرانده و با الهام از خاطرات کودکی خود در این روستا و همچنین روستای پدری‌اش، خشکناب دست به خلق منظومهٔ حیدر بابایه سلام زد.

## جمعیت
این روستا در دهستان عباس شرقی قرار داشته و براساس سرشماری سال ۱۳۸۵جمعیت آن ۱۰۰ نفر (۳۵ خانوار) بوده‌است.
شهریار در مقدمهٔ کتابش می‌نویسد: کوه به آسمان‌ها نزدیک‌تر است. کوه مهبط وحی انبیاء و از برجسته‌ترین شاهکارهای طبیعت است. آبی که در شکاف کوه از جگر صخره‌ها می‌تراود صاف‌تر و زلال‌تر است. کوه را با طبع و همت هنرمندان نسبت و پیوندی‌ست، حیدربابا کوه است. حیدربابا، اسم کوهی است روبروی دهکدهٔ قایش قورشاق یا گهوارهٔ خاطرات من که در کنار رودخانه در فاصلهٔ میان قره‌چمن معروف و دهکدهٔ شنگل‌آباد واقع شده. حیدربابا در این شعر به‌عنوان یک کدخدای دائمی دهکده استخدام می‌شود که همیشه مسلط بوده و چون چشم تاریخ شاهد وقایع و ضبط‌کنندهٔ اعمال مردم است و نیز می‌تواند ناله‌های شاعر را در آسمان‌ها منعکس کرده و به گوش همهٔ آفاق برساند.

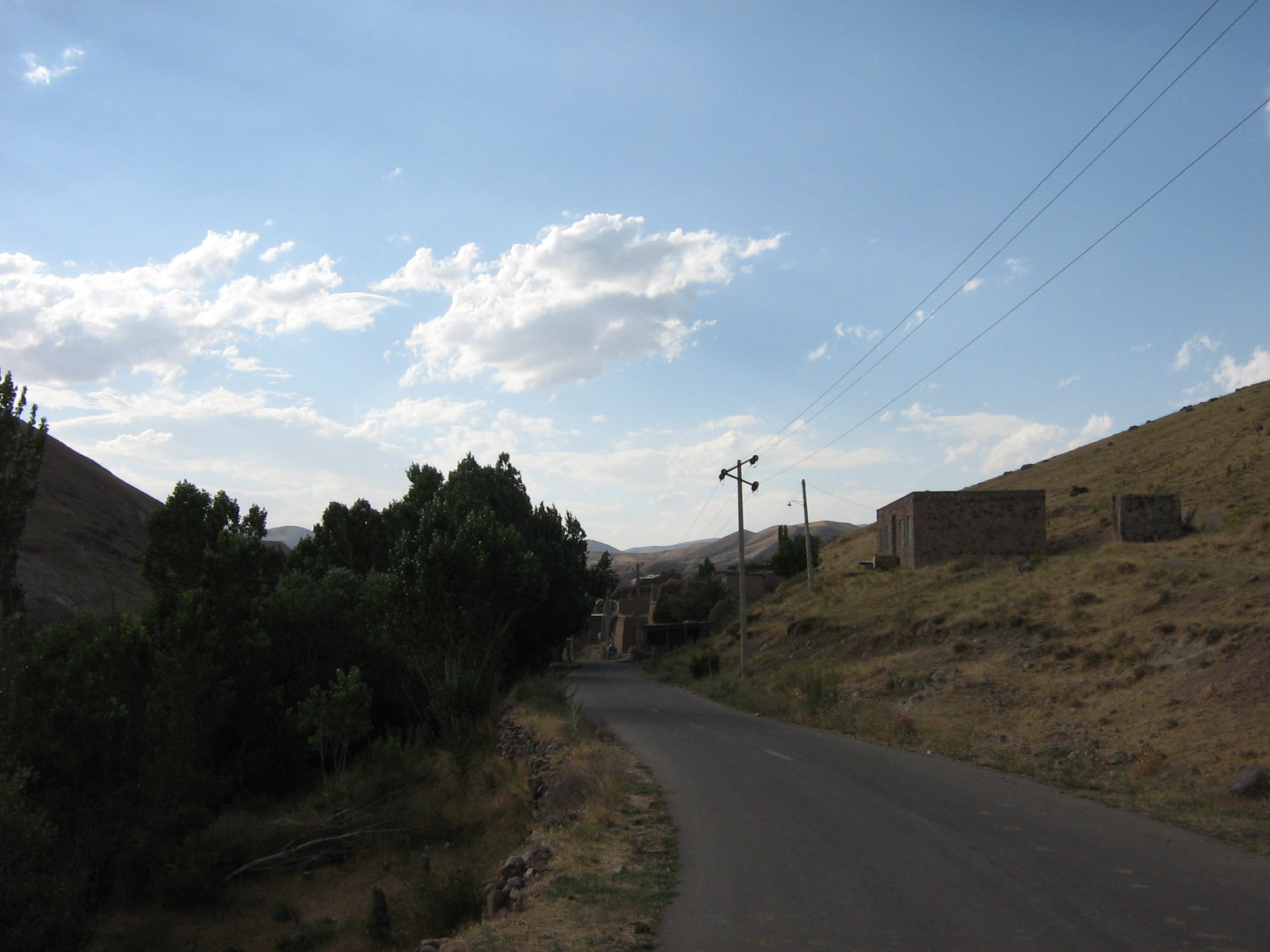

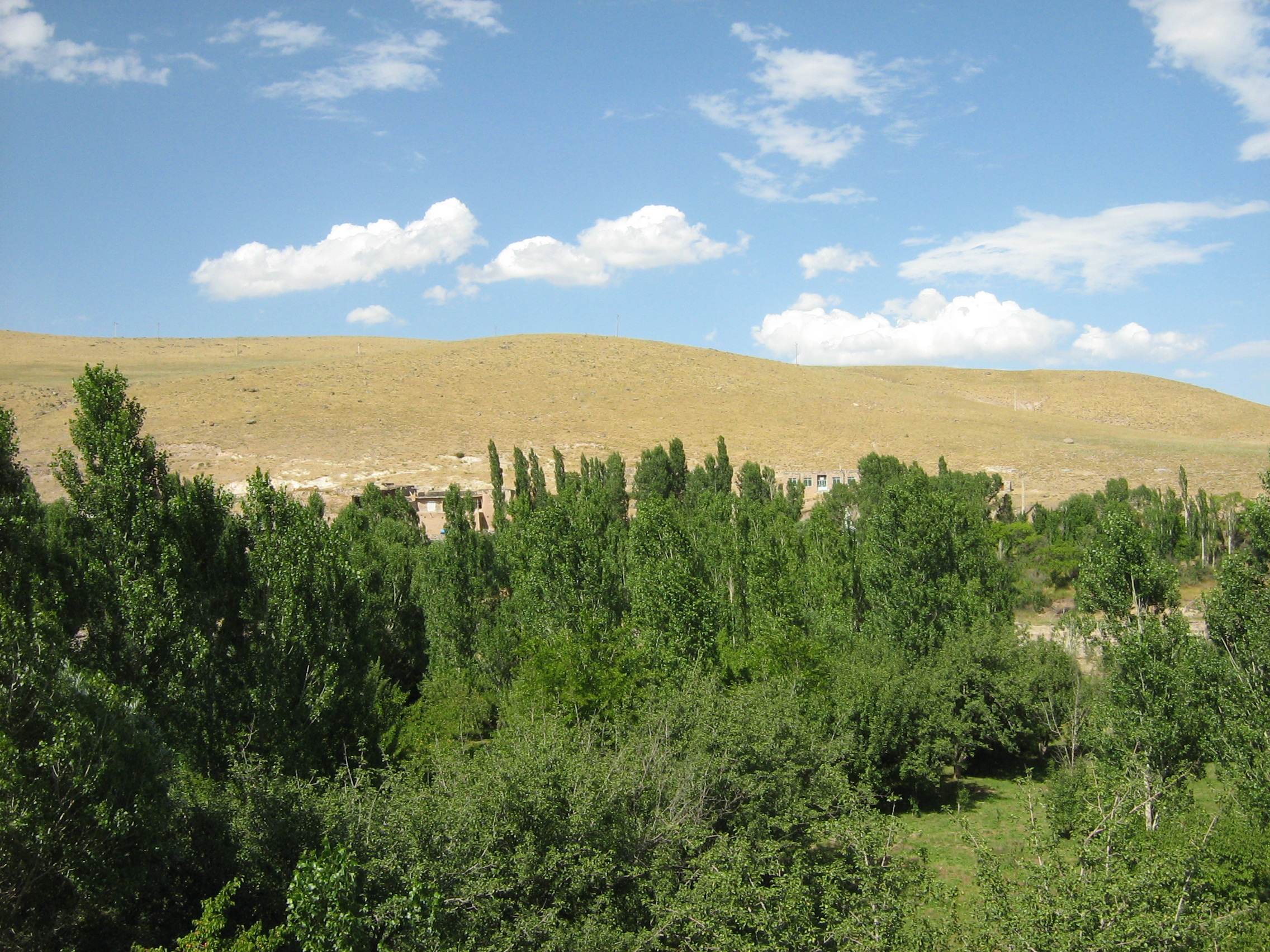